# Dalma Benedek
Dalma Benedek (21 février 1982 à Budapest) est une kayakiste serbepratiquant la course en ligne.

## Palmarès

### Championnats du monde de canoë-kayak course en ligne
- 2010 à Poznań,  Pologne
  -  Médaille d'or en K-4 500 m

- 2009 à Dartmouth,  Canada
  -  Médaille d'or en K-4 500 m
  -  Médaille de bronze en K-2 1000 m

- 2007 à Duisbourg,  Allemagne
  -  Médaille d'or en K-4 1000 m
  -  Médaille d'argent en K-2 500 m
  -  Médaille d'argent en K-4 500 m

- 2006 à Szeged,  Hongrie
  -  Médaille d'or en K-1 1000 m
  -  Médaille d'or en K-1 500 m

- 2005 à Zagreb,  Croatie
  -  Médaille d'argent en K-1 1000 m
  -  Médaille de bronze en K-4 500 m

- 2003 à Gainesville,  Croatie
  -  Médaille d'or en K-2 1000 m

### Championnats d'Europe de canoë-kayak course en ligne
- 2010 à Trasona  Espagne
  -  Médaille d'argent K-4 500 m

- 2009 à Brandebourg  Allemagne
  -  Médaille d'argent K-4 500 m

- 2008 à Milan  Italie
  -  Médaille d'or en K-1 1000 m
  -  Médaille d'or en K-4 1000 m
  -  Médaille d'argent K-4 500 m

- 2007 à Pontevedra  Espagne
  -  Médaille d'or en K-4 1000 m
  -  Médaille d'or en K-2 500 m

- 2006 à Račice  Tchécoslovaquie
  -  Médaille d'or en K-1 1000 m
  -  Médaille d'or en K-1 500 m

- 2005 à Poznań  Pologne
  -  Médaille d'argent K-4 500 m

- 2004 à Poznań  Pologne
  -  Médaille d'or K-2 500 m